# Scholtzia oligandra
Scholtzia oligandra là một loài thực vật có hoa trong Họ Đào kim nương. Loài này được F.Muell. ex Benth. miêu tả khoa học đầu tiên năm 1867.